# Lieuwe Annes Buma
Lieuwe Annes Buma (Woudsend, 19 november 1796 - Makkum, 2 mei 1876) was een Nederlandse classicus. Hij was een vermogend man en was de stichter van de provinciale Friese Buma Bibliotheek, een verzameling boekwerken op het gebied van de Griekse en Romeinse taal en letterkunde.

## Leven en werk
Buma werd in november 1796 in Woudsend geboren als zoon van de koopvaardijkapitein Anne Lieuwes Buma en van Trientje Sietses. Na een schoolopleiding in Frankrijk en in Kampen te hebben gevolgd ging hij aan de universiteit van Groningen studeren en vervolgens aan de Universiteit Leiden. Hier promoveerde hij in 1816 op een proefschrift Miscellanea Literaria tot doctor in de Letteren. Na zijn studie verbleef hij korte tijd in Frankrijk. Na een niet voltooide studie in de rechten vestigde hij zich in het Friese Makkum. Hier hield hij zich bezig met studies op zijn vakgebied.
Niet zijn studie maakte hem bekend, maar vooral zijn rol als mecenas in Friesland. Hij overleed ongehuwd in mei 1876 in zijn woonplaats Makkum. Uit zijn vermogen werden onder meer de volgende zaken gefinancierd:
- Een provinciale bibliotheek voor Griekse en Romeinse letterkunde, de zogenaamde Buma Bibliotheek
- Een fonds waaruit jaarlijks een prijsvraag moest worden bekostigd voor artikelen op het terrein van de Griekse en Romeinse letterkunde
- Een fonds ten behoeve van prijsvragen op landbouwkundig gebied
- Een fonds waaruit twee Friese jongeren konden studeren aan een gymnasium
- Een fonds voor twee beurzen waarmee de studie van Friese jongeren aan de universiteit kon worden bekostigd
- Hij stelde voorts ƒ 12.000 beschikbaar aan de Noord- en Zuid-Hollandsche Redding-Maatschappij voor de inrichting en instandhouding van een reddingsstation aan de Fries kust. De reddingboten kregen zijn naam "L.A.Buma"[2]

Vanaf 2009 wordt jaarlijks de L.A. Buma-bokaal uitgereikt voor de beste kenner van de klassieken in Noord-Nederland.
Buma werd begraven in Smallebrugge. Graven van de familie Buma en de klokkenstoel op de begraafplaats zouden "ten eeuwigen dage" onderhouden moeten worden uit een door Buma beschikbaar gesteld fonds.